# Francisco Antonio de Agurto
Francisco Antonio de Agurto y Salcedo, primer Marquès de Gastanyaga (Vitòria, 1640 - Saragossa, 2 de novembre de 1702) va ser un noble espanyol, virrei de Catalunya i governador dels Països Baixos.
Era d'origen basc i es va convertir en el primer Marquès de Gastanyaga, el 1676.
Agurto va ser governador dels Països Baixos espanyols entre 1685 i 1692, on va liderar les tropes espanyoles en la batalla de Fleurus (1690) i va defensar sense èxit Mons contra els francesos.
Va començar una nova capella reial a l'església de Sant Josep de Waterloo (Bèlgica) el 1687 un intent de guanyar-se el favor de la cort, però va ser cridat a Madrid pel seu fracàs en conquerir Mons.
Posteriorment va ser anomenat Virrei de Catalunya entre 1694 i 1696, on es va trobar amb una invasió dels francesos durant la Guerra de la Gran Aliança.
Mai es va casar. Després de la seva mort, el títol de marquès de Gastanyaga va ser el seu germà, Iñigo de Eugenio (1648-1715).